# Аліреза Хейдарі
Аліреза Хейдарі (перс. علیرضا حیدری; нар. 4 березня 1976, Тегеран) — іранський борець вільного стилю, переможець, триразовий срібний та бронзовий призер чемпіонатів світу, чотириразовий переможець та бронзовий призер чемпіонатів Азії, триразовий чемпіон Азійських ігор, триразовий володар та бронзовий призер Кубків світу, бронзовий призер Олімпійських ігор.

## Біографія
Боротьбою почав займатися з 1983 року. З 1987 тренувався під керівництвом Мохаммада Кермані. 1994 став бронзовим призером чемпіонату світу серед юніорів, 1995 — чемпіоном світу серед молоді. Виступав за спортивний клуб «Шафаг», Кередж.
У 2015 році в Ірані почали знімати художній фільм про іранського олімпійського чемпіона та дворазового чемпіона світу з вільної боротьби Голамрезу Тахті, якого зіграв його співвітчизник-борець Аліреза Хейдарі.

## Спортивні результати на міжнародних змаганнях

### Виступи на Олімпіадах
| Змагання                                   | Збірна | Вагова категорія          | Місце  |
| ------------------------------------------ | ------ | ------------------------- | ------ |
| Боротьба на літніх Олімпійських іграх 2000 | Іран   | вільна боротьба, до 97 кг | 6      |
| Боротьба на літніх Олімпійських іграх 2004 | Іран   | вільна боротьба, до 96 кг | Бронза |

### Виступи на Чемпіонатах світу
| Змагання                        | Збірна | Вагова категорія          | Місце  |
| ------------------------------- | ------ | ------------------------- | ------ |
| Чемпіонат світу з боротьби 1997 | Іран   | вільна боротьба, до 85 кг | Бронза |
| Чемпіонат світу з боротьби 1998 | Іран   | вільна боротьба, до 85 кг | Золото |
| Чемпіонат світу з боротьби 1999 | Іран   | вільна боротьба, до 97 кг | Срібло |
| Чемпіонат світу з боротьби 2001 | Іран   | вільна боротьба, до 97 кг | 16     |
| Чемпіонат світу з боротьби 2002 | Іран   | вільна боротьба, до 96 кг | Срібло |
| Чемпіонат світу з боротьби 2003 | Іран   | вільна боротьба, до 96 кг | Срібло |
| Чемпіонат світу з боротьби 2006 | Іран   | вільна боротьба, до 96 кг | 5      |

### Виступи на Чемпіонатах Азії
| Змагання                       | Збірна | Вагова категорія          | Місце  |
| ------------------------------ | ------ | ------------------------- | ------ |
| Чемпіонат Азії з боротьби 1996 | Іран   | вільна боротьба, до 82 кг | Бронза |
| Чемпіонат Азії з боротьби 1997 | Іран   | вільна боротьба, до 85 кг | Золото |
| Чемпіонат Азії з боротьби 1999 | Іран   | вільна боротьба, до 97 кг | Золото |
| Чемпіонат Азії з боротьби 2001 | Іран   | вільна боротьба, до 97 кг | Золото |
| Чемпіонат Азії з боротьби 2003 | Іран   | вільна боротьба, до 96 кг | Золото |

### Виступи на Азійських іграх
| Змагання           | Збірна | Вагова категорія          | Місце  |
| ------------------ | ------ | ------------------------- | ------ |
| Азійські ігри 1998 | Іран   | вільна боротьба, до 85 кг | Золото |
| Азійські ігри 2002 | Іран   | вільна боротьба, до 96 кг | Золото |
| Азійські ігри 2006 | Іран   | вільна боротьба, до 96 кг | Золото |

### Виступи на Кубках світу
| Змагання                    | Збірна | Вагова категорія          | Місце  |
| --------------------------- | ------ | ------------------------- | ------ |
| Кубок світу з боротьби 1995 | Іран   | вільна боротьба, до 82 кг | 5      |
| Кубок світу з боротьби 1996 | Іран   | вільна боротьба, до 82 кг | Бронза |
| Кубок світу з боротьби 1998 | Іран   | вільна боротьба, до 85 кг | 4      |
| Кубок світу з боротьби 1999 | Іран   | вільна боротьба, до 97 кг | Золото |
| Кубок світу з боротьби 2000 | Іран   | вільна боротьба, до 97 кг | Золото |
| Кубок світу з боротьби 2001 | Іран   | вільна боротьба, до 97 кг | Золото |
| Кубок світу з боротьби 2004 | Іран   | вільна боротьба, до 96 кг |        |

### Виступи на інших змаганнях
| Змагання                                                  | Збірна | Вагова категорія          | Місце  |
| --------------------------------------------------------- | ------ | ------------------------- | ------ |
| Всесвітні ігри військовослужбовців 1995                   | Іран   | вільна боротьба, до 82 кг | Срібло |
| Чемпіонат світу з боротьби серед студентів 1996           | Іран   | вільна боротьба, до 82 кг | Золото |
| Чемпіонат світу з боротьби серед військовослужбовців 1997 | Іран   | вільна боротьба, до 85 кг | Золото |
| Кубок Азії і Океанії з боротьби 1997                      | Іран   | вільна боротьба, до 85 кг | Срібло |
| Чемпіонат світу з боротьби серед студентів 1998           | Іран   | вільна боротьба, до 85 кг | Золото |
| Золотий Гран-прі з боротьби 2006                          | Іран   | вільна боротьба, до 96 кг | Срібло |

### Виступи на змаганнях молодших вікових груп
| Змагання                                      | Збірна | Вагова категорія          | Місце  |
| --------------------------------------------- | ------ | ------------------------- | ------ |
| Чемпіонат світу з боротьби серед юніорів 1994 | Іран   | вільна боротьба, до 81 кг | Бронза |
| Чемпіонат світу з боротьби серед молоді 1995  | Іран   | вільна боротьба, до 82 кг | Золото |